# Rézvörös pókhálósgomba
A rézvörös pókhálósgomba (Cortinarius uliginosus) a pókhálósgombafélék családjába tartozó, Európa és Észak-Amerika vizes élőhelyein, vízpartjain honos, mérgező gombafaj.

## Megjelenése
A rézvörös pókhálósgomba kalapja 2-6 cm széles, fiatalon kúpos vagy harangszerű, majd domborúan kiterül, idősen kissé benyomott, közepén púppal. Felszíne száraz, sima, finoman nemezes vagy selymes. Színe narancsvörös, rézvörös vagy téglavörös, a szélén halványabb. A szélén sárgás burokmaradványok lehetnek.
Húsa sárga vagy vörösessárga. Szaga és íze retekszerű. Kálium-hidroxiddal a kalapbőr feketésbarna, a hús vörös színreakciót ad.  
Sűrű lemezei tönkhöz nőttek. Színük fiatalon sáfránysárga, néha zöldes árnyalattal; éretten rozsdabarna. A fiatal lemezeket védő pókhálószerű kortina halványsárga. 
Tönkje 4-8 cm magas és 0,4-0,8 cm vastag. Alakja hengeres. Színe halványsárga vagy a vörösessárga, felszínéhez narancsvörös kortinaszálak tapadhatnak. 
Spórapora vörösbarna. Spórája elliptikus, kissé vagy közepesen szemölcsös, mérete 8,5-12 x 5-6,5 µm.

### Hasonló fajok
A vérvörös pókhálósgomba, a vöröslemezű pókhálósgomba, a cinóberszínű pókhálósgomba hasonlíthat hozzá.

## Elterjedése és termőhelye
Európában és Észak-Amerikában honos. 
Lombos fák (főleg fűz és éger) alatt található meg, nedves környezetben, gyakran patak- vagy tóparton. Júliustól októberig terem.

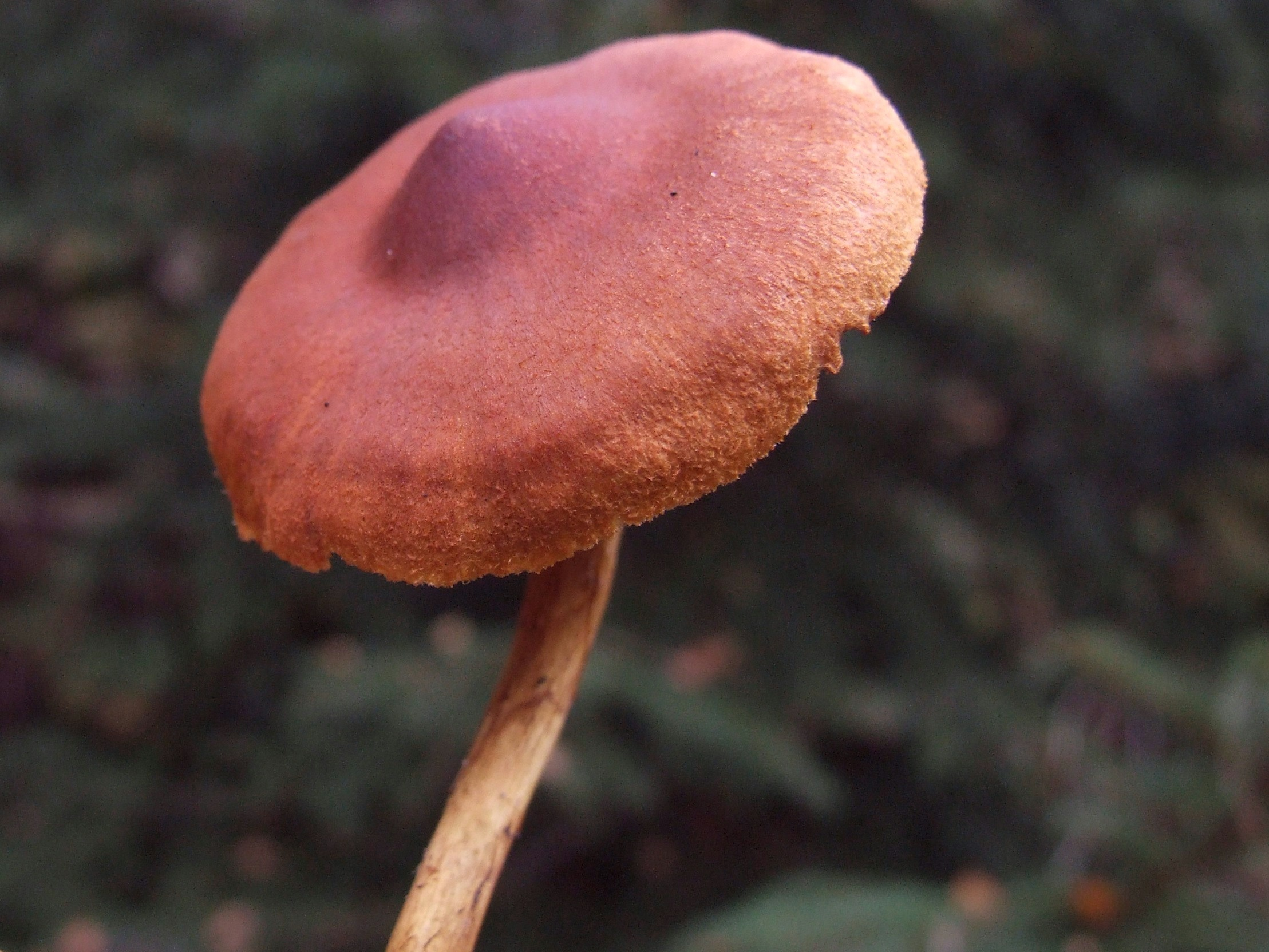
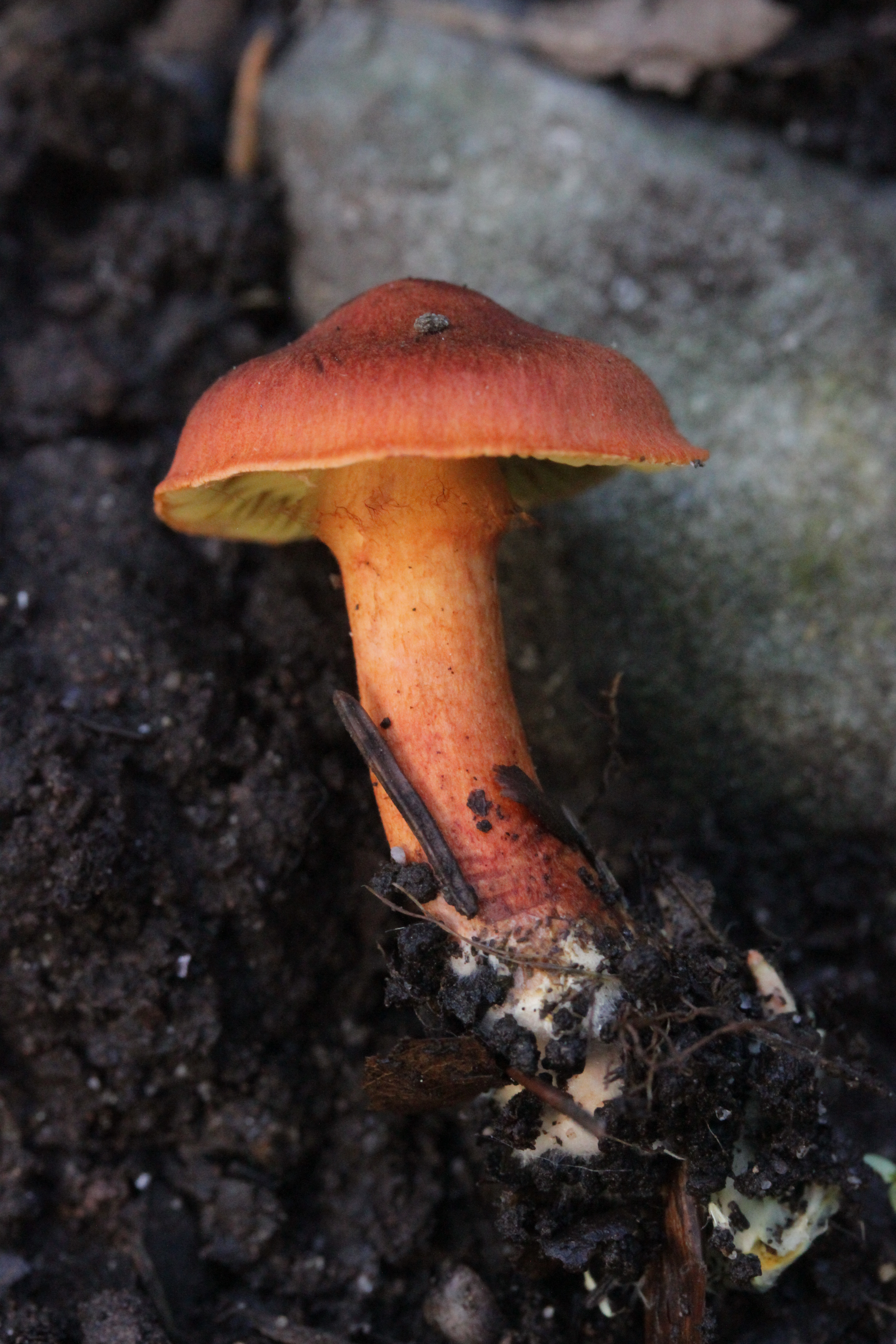
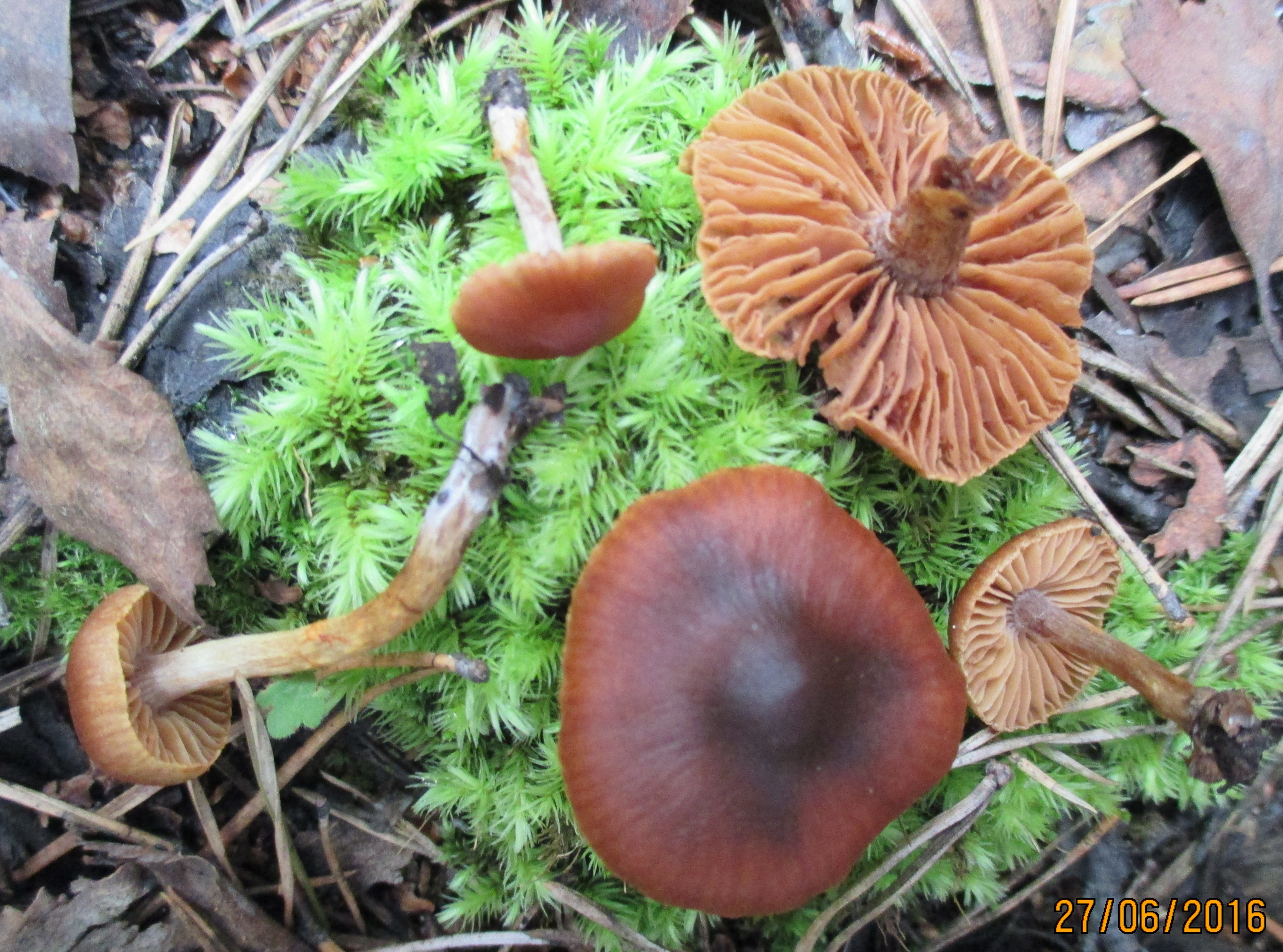
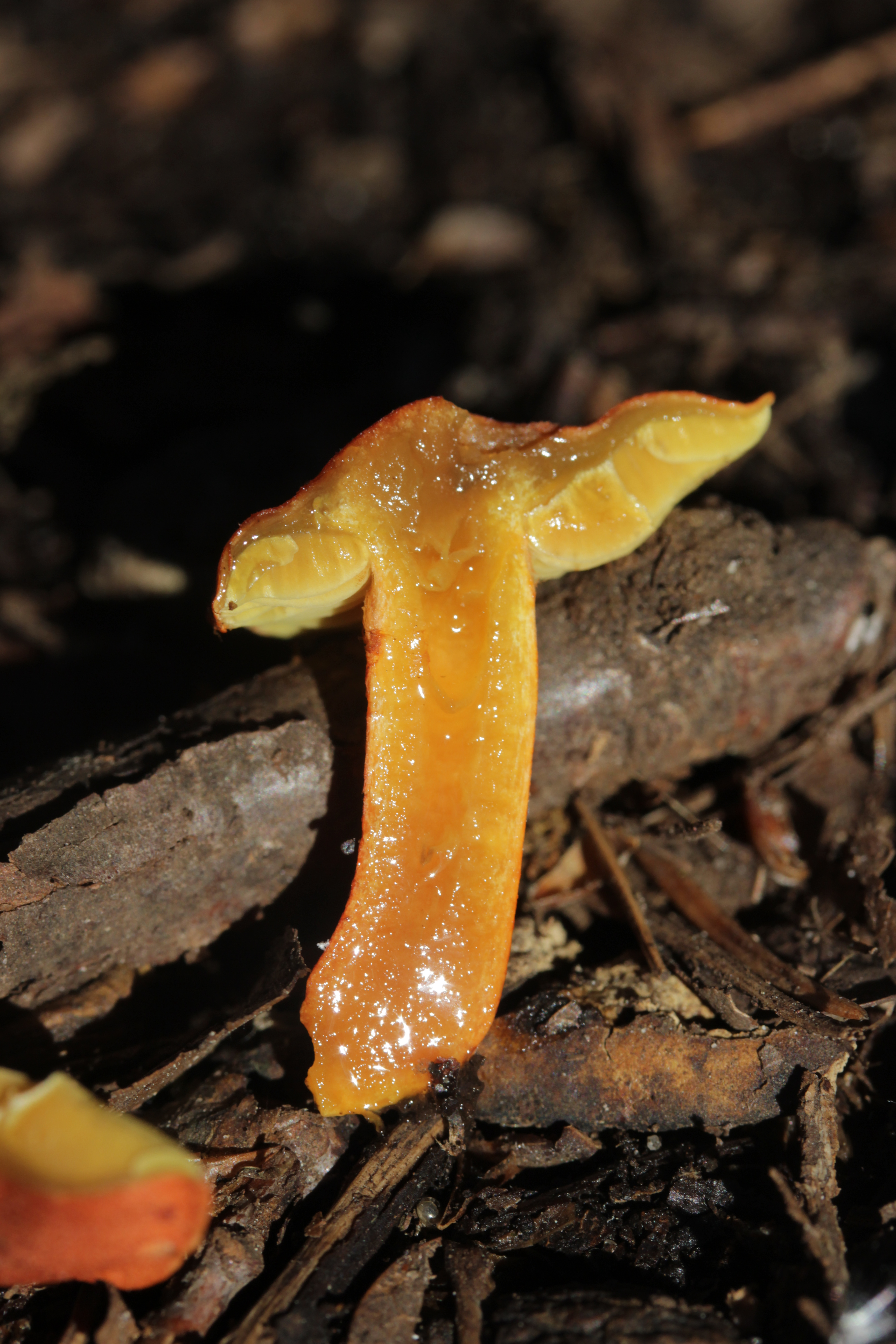
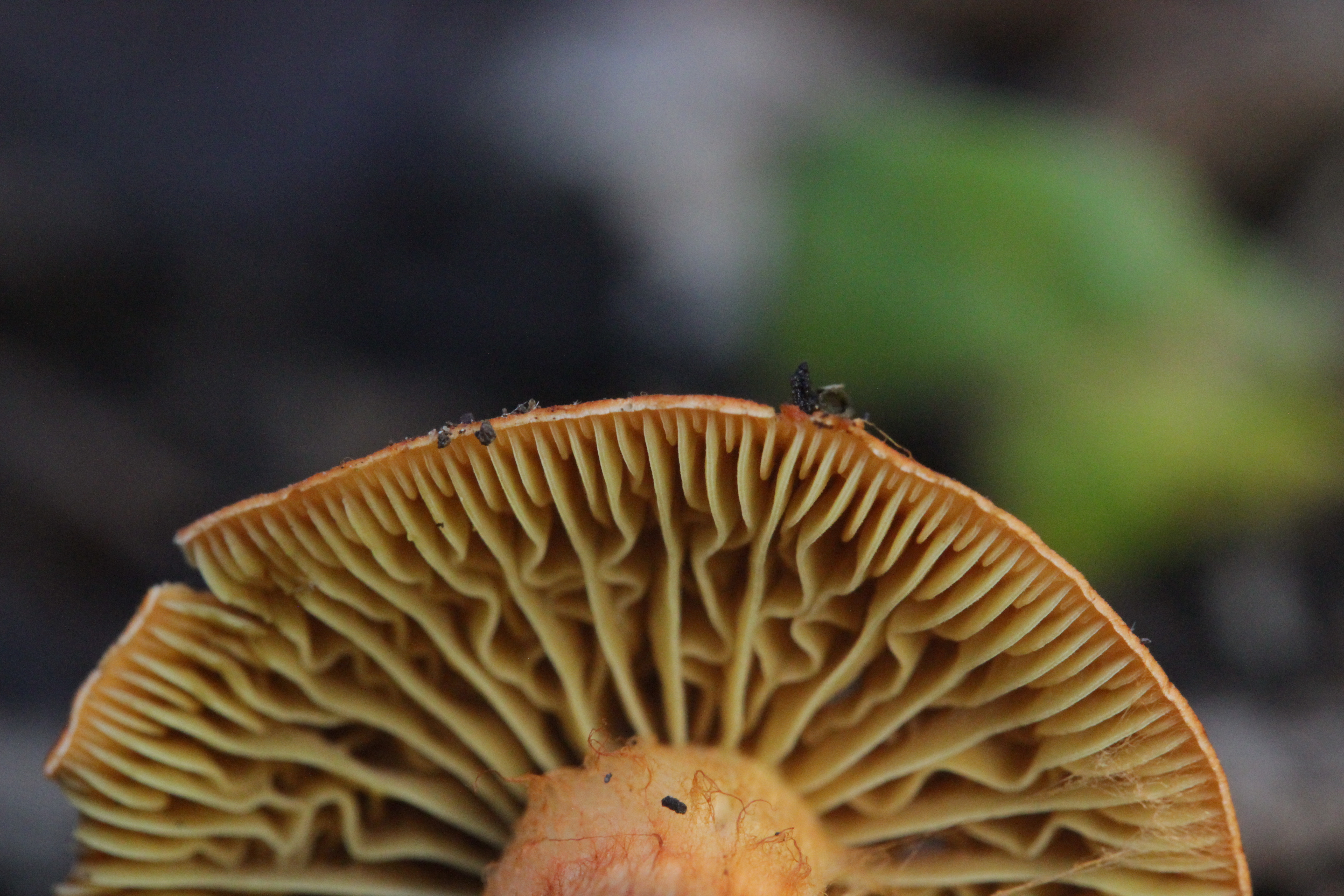

Mérgező.  